# Kladno
Kladno (deutsch Kladen) ist eine Industriestadt in der Mittelböhmischen Region in Tschechien. Sie liegt 25 km nordwestlich von Prag und wurde erst im Jahr 2000 zur Statutarstadt ernannt.

## Geschichte

Eisenwerke (um 1930)

Der Ort Kladno wurde zum ersten Mal 1318 erwähnt. 1561 erfolgte die Erhebung zur městys (d. h. zu einer Marktgemeinde), mit der das Privileg zur Berechtigung von zwei Jahrmärkten und auch Wochenmärkten verbunden war. Das der Stadt verliehene Stadtwappen zeigte auf blauem Feld einen halben silbernen Adler und einen Luchs in natürlichen Farben. Der Adler wurde dem Wappen der damaligen Besitzern, der Žďárští ze Žďáru entnommen. Der Luchs wies auf den Wildreichtum der umgebenden Wälder hin.
Die Stadt blieb bis Anfang des 19. Jahrhunderts eher unbedeutend, erst die Entdeckung von Steinkohle in den 1820er Jahren durch den Bergmann Johann Wania machte sie zu einem industriellen Zentrum. 1830 erfolgte die Inbetriebnahme der zweiten öffentlichen Pferdebahn auf dem europäischen Festland zwischen Weiche/Vejhybka bei Maßhaupt (heute Kladno-Výhybka), die 1863 von der Buschtěhrader Eisenbahn übernommen und durch eine Dampfeisenbahn ersetzt wurde. 1850 wurde die Kohlengrube Lucerna eröffnet, 1889 das Stahlwerk Poldi Hütte. Zwischenzeitlich, im Jahr 1870, hatte Kladno auch das Stadtrecht erhalten.
Wenig später wurde das Stadtwappen noch um die grafischen Symbole des Bergbaus, nämlich Schlägel und Eisen ergänzt. Die Stadt wurde zu einem Zentrum der Industrialisierung in Böhmen und hatte auch eine sehr aktive Arbeiterbewegung. 1918–1920 fanden hier viele Streiks und Demonstrationen statt.
Um 1900 befand sich in Kladno auch die Kohlengrube Kübeck. Ein Modell des Schachtes („Kübeckschacht bei Kladno der k.k. Priv.Staats-Eisenbahn-Gesellschaft“) dieser Grube befindet sich im Schlossmuseum Sokolov (Kreismuseum des Kreises Karlsbad).

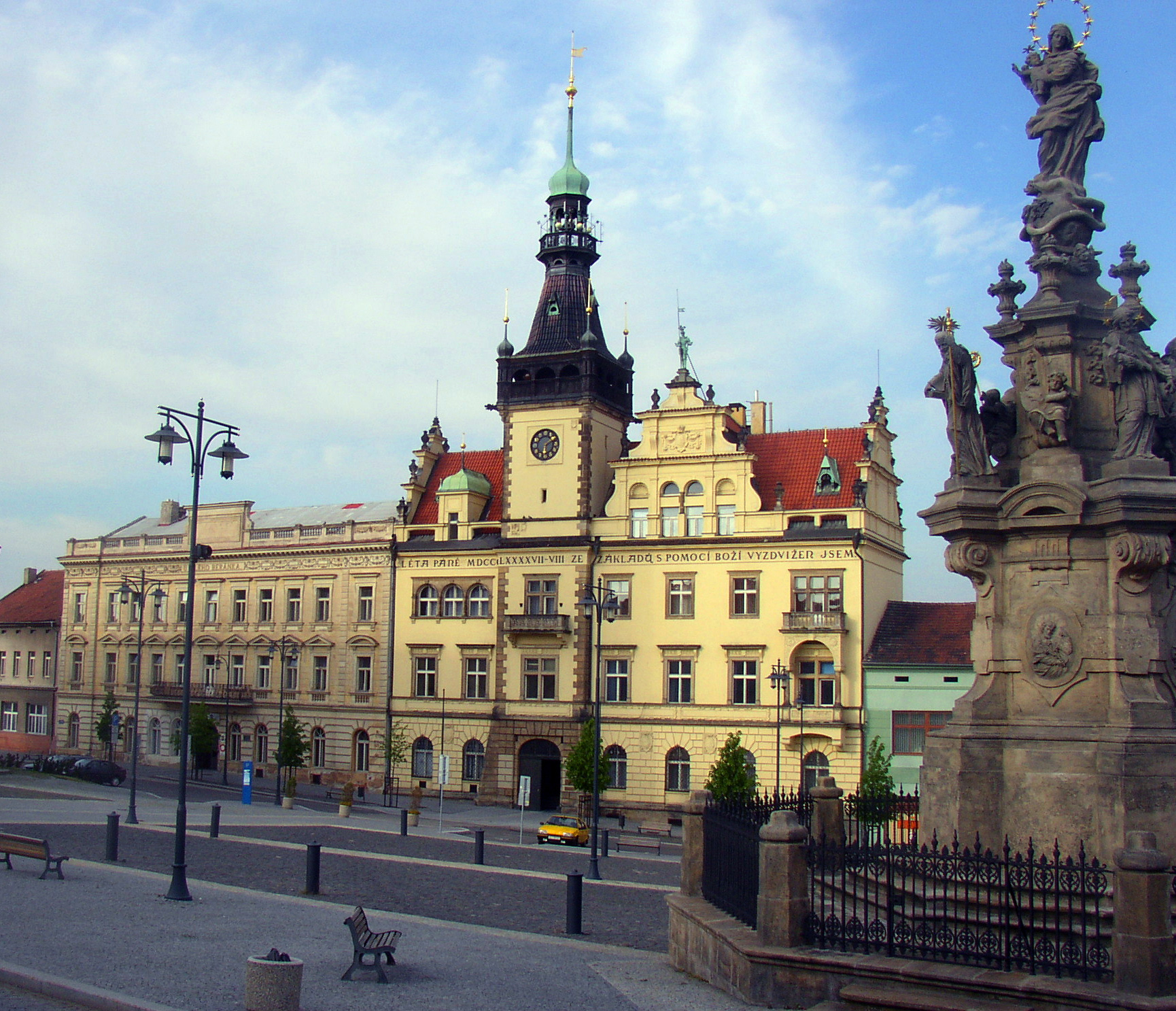
Rathaus

Während der deutschen Besatzung waren die Repressionen in Kladno besonders stark. Nachdem in der Nacht vom 7. zum 8. Juni 1939 der alkoholisierte Polizeihauptwachtmeister Wilhelm Kniest durch die beiden Widerstandskämpfer František Petr und Jan Smudek getötet wurde, wurde am 8. Juni das Kriegsrecht über die Stadt verhängt. So wurden 107 Menschen inhaftiert, darunter alle Mitglieder des Stadtrates und der Bürgermeister František Pavel. Dieser beging am 11. Juni in der Haft Selbstmord, indem er aus dem Fenster sprang.
Besonders bekannt wurde auch die Ermordung der Bevölkerung des nahegelegenen Dorfes Lidice.
1950 wurde Vrapice und 1980 Švermov nach Kladno eingemeindet.
Am 21. August 1968 wurde Kladno im Rahmen einer Militärintervention als Folge des Prager Frühlings von der Sowjetarmee besetzt.

## Ortsteile
- Dubí (Eichen)
- Kladno (Kladen) – Stadt
- Kročehlavy (Maßhaupt)
- Rozdělov (Markscheid)
- Švermov (1957 durch Zusammenlegung von Hnidousy (Nidaus) und Motyčín (Motitschin) gebildet)
- Vrapice (Rapitz)

## Bevölkerungsentwicklung
| Jahr      | 1869   | 1880   | 1890   | 1900   | 1910   | 1921   | 1930   | 1950   | 1961   | 1970   | 1980   | 1991   | 2001   | 2011   | 2021   |
| --------- | ------ | ------ | ------ | ------ | ------ | ------ | ------ | ------ | ------ | ------ | ------ | ------ | ------ | ------ | ------ |
| Einwohner | 16.421 | 23.863 | 32.079 | 42.521 | 49.668 | 48.941 | 51.249 | 50.470 | 55.919 | 63.076 | 71.141 | 71.753 | 71.132 | 68.103 | 67.756 |

## Verkehr

### Städtischer Personenverkehr
Der öffentliche städtische Personennahverkehr wird vom Unternehmen ČSAD MHD Kladno a.s., einem Tochterunternehmen Arrivas durchgeführt, welches auch außerörtlichen regionalen Busverkehr bedient. Die Stadtbusse sind auf den Linien 601 bis 616 (wobei die Linien 607 und 615 nicht existieren) unterwegs.

### Eisenbahnverkehr
Kladno liegt an der Bahnlinie 120, welche von Prag nach Rakovník, von welcher in Kladno die Linie 093 nach Kralupy nad Vltavou führt.

## Städtepartnerschaften
- Vitry-sur-Seine
- Bellevue[8]

## Bildung
Kladno ist Standort der Fakultät für Biomediziningenieurwesen der Tschechischen Technischen Universität.

## Sehenswürdigkeiten

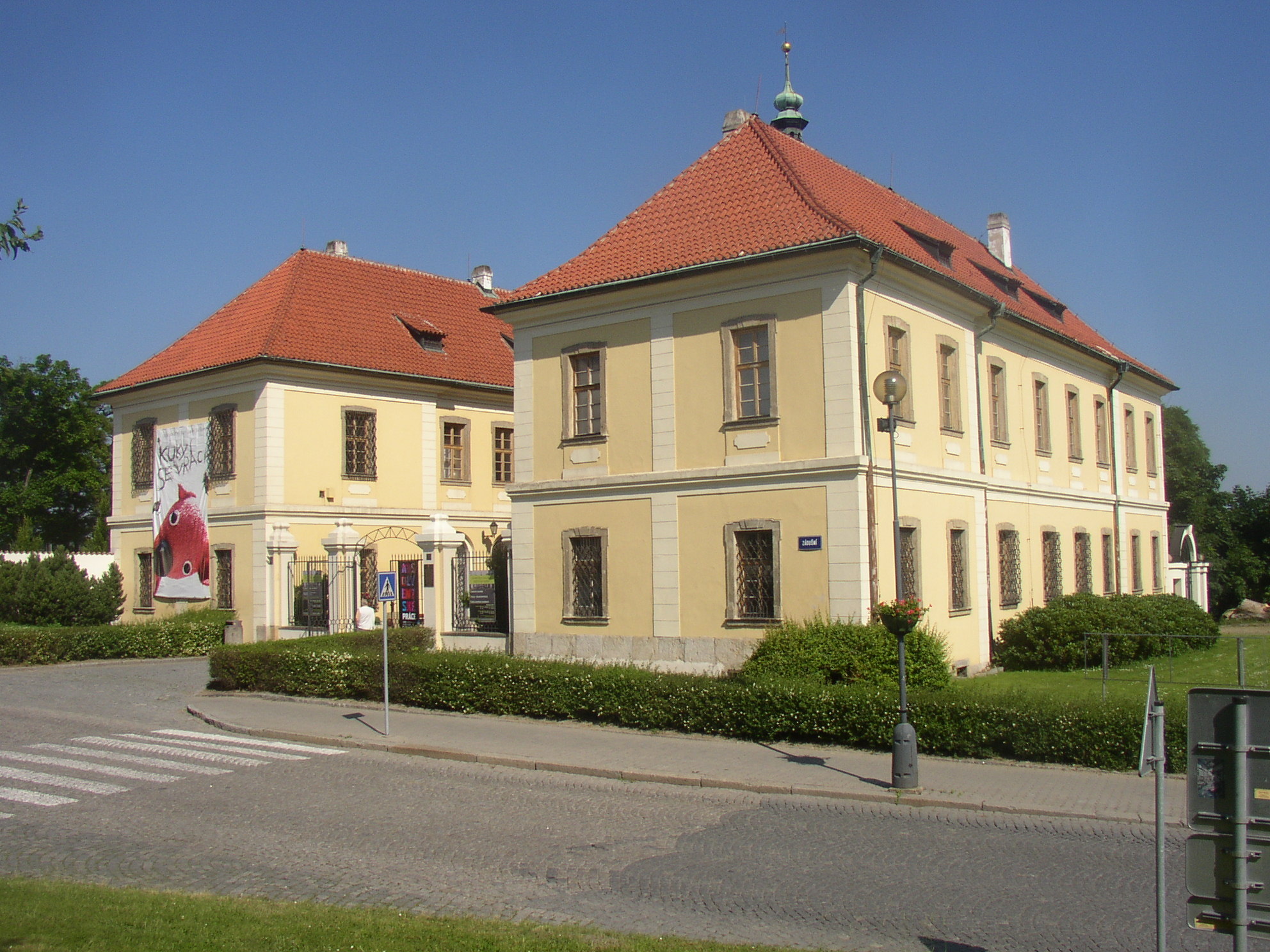
Schloss Kladno (2010)

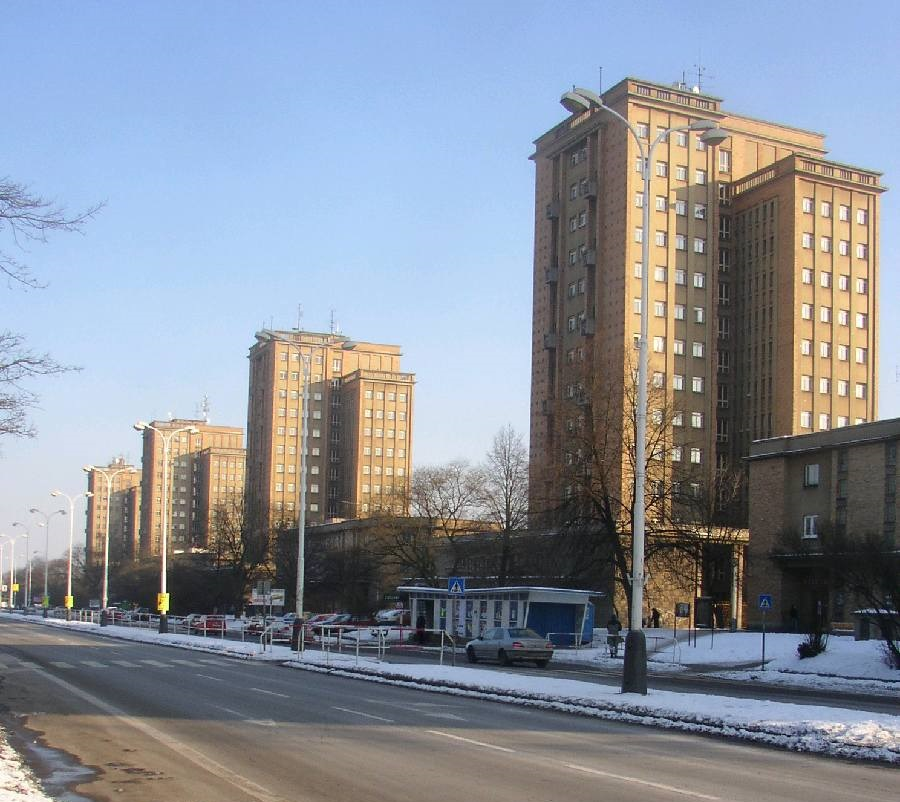
Häuser in Rozdělov aus der Zeit 1953–1957 im Jahr 2005

- Das Schloss war ursprünglich eine befestigte Anlage, von welcher das gotische Kellergewölbe erhalten blieb. In den 1560er Jahren wurde durch die Herren Žďárský von Žďár eine dreiflügelige Anlage im Renaissancestil erbaut, welche 1738–1740 unter Bauleitung des Architekten Kilian Ignaz Dientzenhofer ihre jetzige barocke Gestalt erhielt. Im Westflügel befindet sich eine dem hl. Laurentius geweihte Kapelle mit Fresken von J. K. Kolář. Das Schloss beherbergt die Städtische Schlossgalerie und das Heimatmuseum Kladno sowie eine Zweigstelle der Städtischen Bücherei. Im Schlossgarten befindet sich ein Bärenzwinger.
- Das Rathaus wurde 1897–1898 im Neorenaissancestil errichten. Der Giebel ist mit einem Triptychon geschmückt, das Figuren aus dem Bergbau- und Hüttenwesen zeigt. Es ist Sitz der Verwaltung der Statutarstadt Kladno.
- Die Kirche Mariä Himmelfahrt (Kostel Nanebevzetí Panny Marie) entstand Ende des 19. Jahrhunderts an der Stelle einer gotischen Kirche aus dem 14. Jahrhundert. Sie wurde als dreischiffige Basilika im Stil der Neuromanik errichtet.
- Die fast 30 m hohe Mariensäule wurde in den Jahren 1739–1741 nach einem Entwurf von Kilian Ignaz Dientzenhofer vom Bildhauer Karl Joseph Hiernle geschaffen. Früher befand sich an dieser Stelle der Pranger.
- Der Brunnen mit einer Figur des hl. Johannes von Nepomuk wurde im Jahr 2003 erneuert. Das Original aus dem Jahr 1706 war 1819 zerstört worden; die Reste lagen dann bis zu einer Restaurierung im Jahr 1968 im Dekanatsgarten
- Brauerei Kladno[9]
- Poldi-Muzeum
- Das Gästehaus der Poldi Hütte (Dům hostů Poldiny hutě, auch „Poldihaus“) an der Příční ulice von Josef Hoffmann, Architekt der Wiener Werkstätte, aus dem Jahre 1903
- Kloster Waldl in der Umgebung, erbaut nach Plänen von Carlo Lurago
- Ehemalige Synagoge (erbaut 1884/85) und Jüdischer Friedhof.

## Sport
Kladno ist Heimat des Eishockeyclubs Rytíři Kladno sowie des Fußballvereins SK Kladno.

## Persönlichkeiten

### Söhne und Töchter der Stadt
- Anton Hromada (1841–1901), deutscher Theaterschauspieler und Sänger
- Anton Joseph Cermak (1873–1933), Bürgermeister von Chicago von 1931 bis 1933
- Alfons Breska (1873–1946), Dichter und Übersetzer
- Antonin Raymond (1888–1976), tschechisch-amerikanischer Architekt
- Walter Hummelberger (1913–1995), österreichischer Historiker und bedeutender Waffenkundler
- Harry Slapnicka (1918–2011), Historiker, Fachpublizist und Chefredakteur
- Zdeněk Miler (1921–2011), Zeichentrickfilmer
- Antonín Kachlík (1923–2022), Regisseur und Drehbuchautor
- Miroslav Rys (1932–2020), Fußball- und Eishockeyspieler
- Jiří Dienstbier (1937–2011), Politiker und Journalist
- Petr Pithart (* 1941), Politiker und Jurist
- Vlastimil Hort (1944–2025), tschechisch-deutscher Schachspieler
- Václav Jamek (* 1949), Schriftsteller und Übersetzer
- Antonín Pugzík (* 1955), Offizier
- Vlastimil Vondruška (* 1955), Historiker, Ethnograph, Publizist und Schriftsteller
- Rostislav Vondruška (1961–2024), Politiker
- Jiří Dudáček (* 1962), Eishockeyspieler
- Luboš Lom (1965–2022), Radrennfahrer
- Petr Štěpánek (* 1965), Politiker, Biologe und Hochschullehrer
- Michal Pivoňka (* 1966), Eishockeyspieler
- David Čermák (* 1970), Eishockeyspieler
- Jaromír Jágr (* 1972), Eishockeyspieler
- Martin Ančička (* 1974), tschechisch-deutscher Eishockeyspieler
- Pavel Drsek (* 1976), Fußballspieler
- Petr Tenkrát (* 1977), Eishockeyspieler
- Martin Ševc (* 1981), Eishockeyspieler
- Jan Platil (* 1983), Eishockeyspieler
- Martin Matyk (* 1983), deutscher Speedskater
- Michael Frolík (* 1988), Eishockeyspieler
- Radko Gudas (* 1990), Eishockeyspieler
- Petr Horák (* 1991), Snowboarder
- Tomáš Vlček (* 2001), Fußballspieler

### Im Ort lebten und wirkten
- Rudolf Battěk (1924–2013), Soziologe, Dissident und Politiker
- Marie Majerová (1882–1967), Prosaistin, Journalistin, verbrachte ihre Jugend in Kladno, 1947 wurde sie als Nationalkünstlerin ausgezeichnet
- Svatopluk Karásek (1942–2020), evangelischer Pfarrer, Liedermacher und Abgeordneter, arbeitete in hiesigen Bergwerken
- Miroslav Kárný (1919–2001), Historiker und Holocaust-Forscher
- Jiří Kolář (1914–2002), Dichter und bildender Künstler
- Ota Pavel (1930–1973), Schriftsteller, Sportpublizist, Erzähler und Journalist, während des Krieges als „Mischling“ verfolgt, lebte hier in der Nähe und arbeitete zeitweise als Bergbauarbeiter
- Karl Wittgenstein (1847–1913), österreichischer Unternehmer, gründete 1889 in Kladno die Poldihütte
- Karl Adalbert Lanna (1805–1866), böhmischer Industrieller
- Jiří Dienstbier (* 1969), Sohn des gleichnamigen Politikers Jiří Dienstbier (1937–2011) und ebenfalls Politiker.